# Torre Roqueta (Tona)
La Torre Roqueta és una obra modernista de Tona (Osona) protegida com a Bé Cultural d'Interès Local.

## Descripció
Es tracta d'un edifici format per tres cossos adossats. Hi ha un primer cos d'una planta, amb coberta a dues aigües; el cos principal amb dues plantes, golfes i cobert també a dos aiguavessos, i la torre, de tres pisos, de forma poligonal i una coberta a quatre vents. La façana principal de la torre està arrebossada i a les cantonades són visibles els carreus. La planta baixa t de la torre presenta diverses finestres rectangulars amb reixes.